# America Vera-Zavala
America Vera-Zavala, född 16 januari 1976 i Rumänien, är en svensk politiker (vänsterpartist), författare, dramatiker och debattör. Vera-Zavala är kolumnist på den socialistiska tidningen Flamman och politisk aktivist inom rörelsen för global rättvisa samt en av grundarna av den svenska grenen av organisationen Attac. Vera-Zavala arbetar sedan oktober 2021 som verksamhetsledare för Gottsunda Dans & Teater i Gottsunda, Uppsala.

## Biografi
Vera-Zavala är född i Rumänien med en chilensk far och en peruansk mor, och växte upp i Fritsla. Under fyra år bodde hon i Bryssel, där hon arbetade som assistent vid Vänsterpartiets kansli i Europaparlamentet. Under en tid i Paris kom hon i kontakt med Attac, och när hon sedan återvände till Sverige var hon en av grundarna till den svenska grenen av organisationen. 1993 gick hon med i Ung Vänster, och under en tid var hon även vice ordförande. Hon har studerat internationell ekonomi på Stockholms universitet.
Inför folkomröstningen om EMU år 2003 var hon samordnare för nätverket Invandrare mot EMU. Under valrörelsen 2006 var Vera-Zavala pressekreterare åt Vänsterpartiet i Stockholm.

### Globaliseringsdebatten
2001 utkom boken Global rättvisa är möjlig skriven av America Vera-Zavala och den liberala debattören Johan Norberg. Den är ovanlig på så sätt att den utgår från samma problembeskrivning men ger två alternativa förklaringar till att 1,2 miljarder människor lever i extrem fattigdom. Författarna resonerar kring maktförhållandena i världen, vilka som har möjligheten och vad som krävs för att göra världen mer rättvis. I senare utgåvor finns två tillagda kapitel från respektive perspektiv som behandlar EMU och terrorattacken på World Trade Center.

### Dramatiker
Sedan 2007 verkar America Vera-Zavala som dramatiker på heltid. Dramatikerdebuten kom till genom en förfrågan om att skriva en pjäs för Riks Dramas projekt kring temat Sverige, det nya Europa och solidaritet - med inspiration av Maciej Zarembas prisbelönta artikelserie i Dagens Nyheter, "Den polska rörmokaren". Hennes debutpjäs Concha tu madre tar upp frågan kring papperslösa arbetare i Europa och hade urpremiär på Riksteatern 2007. America Vera-Zavala är initiativtagare till och konstnärlig ledare för Botkyrka Community Teater & Dans för vilka hon 2008 skrev pjäsen Jävla finnar om reaktionerna efter nedläggningen av en pappersmassafabrik i en liten bruksort i Norrland. Pjäsen Sara Sara Sara – starka kvinnor pinkar stående med urpremiär på Västerbottensteatern 2014 behandlar författaren Sara Lidmans liv. 
Vera-Zavala arbetar sedan oktober 2021 som verksamhetsledare för Gottsunda Dans & Teater i Gottsunda, Uppsala.

## Pjäser
- Concha tu madre, Riksteatern (2007)
- Viskleken, Riksteatern (2007)
- Etnoporr, Teater Tribunalen och Riksteatern (2008)
- Jävla finnar, Botkyrka Community Teater & Dans och Riksteatern (2008)
- Pelo, Moderna dansteatern (2008)
- Gangs of Gothenburg, Backa teater (2009)
- Lille kung Mattias, Backa teater (2009)
- Vita pumps, Botkyrka Community Teater & Dans (2010)
- Rött kort, Community Teater & Dans[4] (2014)
- Sara Sara Sara - starka kvinnor pinkar stående, Västerbottensteatern (2014) och Stockholms stadsteater[5] (2015)
- Svenska hijabis (2016)
- Muslim Ban (2017)[6]